# Heterops dimidiatus
Heterops dimidiatus là một loài bọ cánh cứng trong họ Cerambycidae.